# Mahō-sama

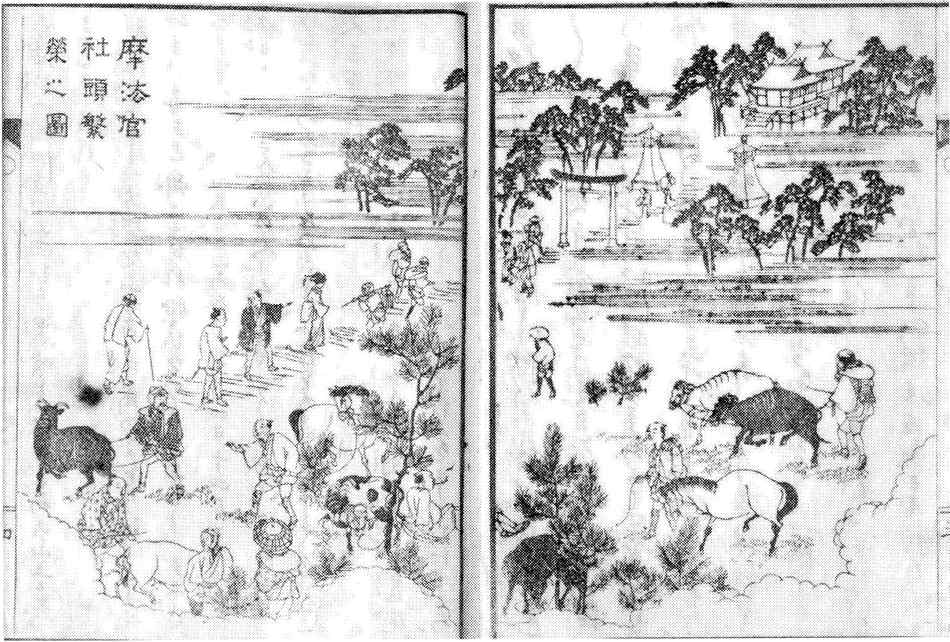
Illustration représentant de nombreux pèlerins accompagnés de bœufs et de chevaux au sanctuaire de Kyūmō, sanctuaire du dieu du feu et du tonnerre durant l’époque d’Édo.

Mahō-sama (魔法様) est un récit du folklore japonais, transmis dans l’ouest du Japon au cours de l'époque d'Edo, mettant en scène un bake-danuki venu de l'étranger. Désigné sous le nom de Kyūmō-danuki (キュウモウ狸), il fut vénéré à Bizen Kamo comme une divinité protectrice des bœufs et des chevaux. Ce fameux tanuki était également vénéré dans d’autres localités, en particulier au sanctuaire Mahô à Sôja, ainsi qu’au sanctuaire Karai à Kibichūō.

## Légende
Dans les villes de Sôja et Kibichūō, la légende de Kyūmō est racontée de la manière suivante :
Autrefois, à l'époque où de nombreux navires venaient d'Europe et d'Asie du Sud-Est au Japon, un tanuki se serait introduit dans le pays via des embarcations conduisant des missionnaires chrétiens,. On ne sait pas exactement de quel pays il venait, mais il était très habile à se transformer en humain. Après avoir erré à travers le Japon, il s'installa finalement dans les mines de cuivre abandonnées de Kamo,.
Depuis lors, Kyūmō s'amusait à frapper des outils agricoles pendant les nuits de pleine lune tout en dansant et chantant « Sanyan, Sanyan ». Il lui arrivait parfois de prendre forme humaine pour rendre visite aux habitants alentours, les aider à cultiver du riz ou participer aux festivités de bon-odori. Bien que ses déguisements étaient souvent imparfaits, révélant sa vraie nature, il était toléré par les villageois.
Un jour, Kyūmō promit de protéger les bêtes des villageois et de les avertir en cas de danger. En signe de gratitude, les villageois lui ont construit un sanctuaire,. D'autres versions affirment que Kyūmō devint la divinité protectrice des bœufs et des chevaux après avoir été capturé et puni pour ses méfaits,.

## Culte et sanctuaires

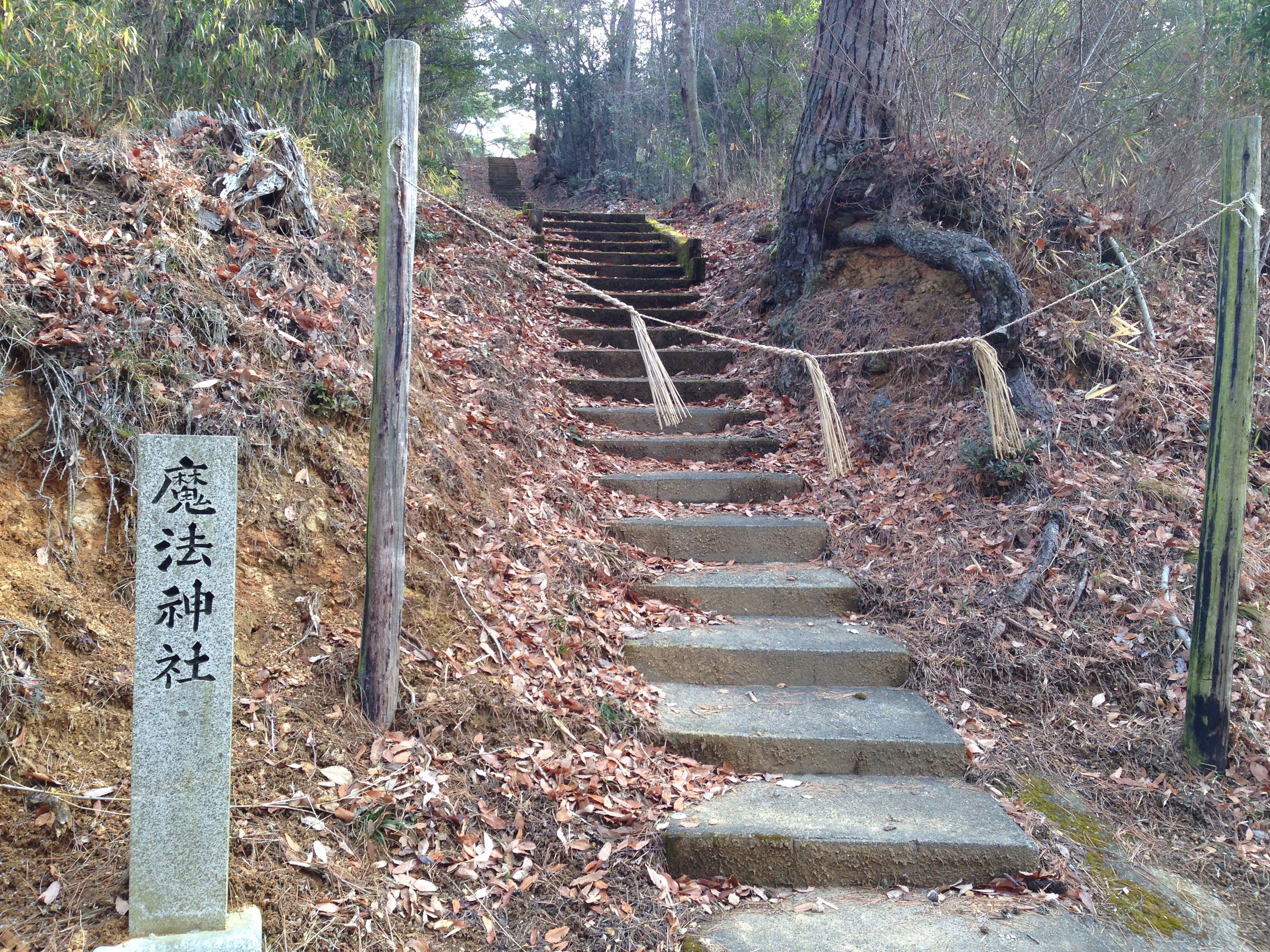
Sanctuaire Mahô (Sôja, Kaki).

Le sanctuaire Mahô à Kaki, dans la ville de Sôja, est un sanctuaire particulier, dépourvu de torii ou de komainu. Selon la légende locale, Kyūmō serait arrivé au Japon à la fin de l'époque de Muromachi. Le terme « Mahō-sama » n’a aucun lien avec la magie des légendes occidentales, dite mahô (魔法). Selon les archives locales, ce nom dériverait de la proximité d’un sanctuaire dédié à Marishiten, où le caractère « ma » (摩) de « Marishiten » (摩利支天) et le caractère « hō » (法) ont été combinés et modifiés en « ma » (魔).
Une autre version, provenant du village d’Asakabe (aujourd'hui Maniwa), prétend que Mahō-sama n’était pas un tanuki, mais bien Marishiten lui-même, en tant que divinité qui protège les maisons et les biens.
Le sanctuaire dédié à Kyūmō à Ueda Nishikurokui, dans la ville de Kibi Chûô, est connu sous le nom de Hôrai. Mahô-sama est le nom donné par les habitants locaux, et ce sanctuaire est également appelé « Mahō-gū ». Durant l'époque d’Edo, le sanctuaire était bien connu, comme l’atteste le livre « Bizen Kamo Nihon-ichi Tanuki Yuraiki », qui raconte son origine. Autrefois, pendant la fête du 4 octobre, le sanctuaire se remplissait de fidèles accompagnés de leurs bœufs et chevaux, au point que les arbres environnants étaient frottés par le mouvement des bêtes qui se déplaçaient, jusqu'à en être usés. Toutefois, après la Seconde Guerre mondiale, cette popularité s'est estompée,. Aujourd'hui, au début de l'ère Heisei, le sanctuaire est situé discrètement dans les montagnes de Ueda Nishikurokui, dans la ville de Kibi Chûô.
Par ailleurs, dans le village de Hosoda, un autre sanctuaire connu sous le nom de « sanctuaire Kubota » (Kubota-sama) est officiellement appelé Amatsu-jinja, et a été déplacé depuis un autre lieu vers son emplacement actuel, où se trouve le véritable site du sanctuaire d'Amatsu,. Ce sanctuaire possède une structure imposante avec un bâtiment principal et un bâtiment de culte. Dans l'enceinte se trouve une statue de tanuki en céramique, remplaçant les statues traditionnelles de komainu. Derrière le bâtiment principal, il y a un trou que l'on dit être un passage emprunté par le tanuki, où des offrandes telles que du tofu frit sont déposées. Selon le gardien du sanctuaire Hôrai, Mahô-sama du sanctuaire Kubota serait le fruit d’une union entre un tanuki messager du sanctuaire Hôrai et un mujina,.